# Рыцарь Зяблик
Ры́царь Зя́блик (нем. Finkenritter) — старинная немецкая лубочная книга, состоящая из подбора разных небылиц; издана в VII т. «Deutsche Volksbücher» Зимрока. Герой — Поликарп фон Кирлариса, по прозванию Рыцарь Зяблик, посещает разные страны, например Аравию, где растут на деревьях овцы (откуда Baumwolle), и Армению, где попугаи говорят по-арабски, торгует разумной водой, стреляет в селёдки и колбасы, заходит в дома из телятины, моет свои внутренности, переставляет свою голову и т. д. Как лубочное издание, книжечка эта снабжена иллюстрациями, изображающими рыцаря в виде зяблика на лошади, или верхом на раке и т. п.
Историко-литературное значение этого курьезного произведения состоит в его близкой связи с русскими небылицами и малорусскими нисенитницами (например, с изданной г. Эварницким малорусской стихотворной приказкой о нюхарях). Многие небылицы и нисенитницы можно рассматривать, как ближайшие параллели, а быть может, и прямые подражания и переделки немецкого Finkenritter’a.